# Takayama (Gifu)
Takayama (高山市, Takayama-shi) es una ciutat de la prefectura de Gifu, al Japó.
El 2005, la ciutat tenia una població de 99.497 habitants, una àrea total de 2.179,35 km².
La regió està habitada des de fa segles. Situada entre muntanyes, conegudes com els Alps japonesos, és agriculturalment pobra. La fusta, per l'altra banda, és abundant, cosa que beneficià la ciutat el segle viii, quan no va poder contribuir a la taxa d'arròs, compensant-la pagant amb fusta. Entre el 1682 i el 1868, Takayama va ser considerada la font oficial de fusta, fusters i ebenistes per al shogunat. Takayama va rebre la distinció de ciutat el 1936.
La ciutat és popularment coneguda com a Hida-Takayama per diferenciar-la d'altres poblacions homònimes.
L'1 de gener de 2005, Takayama va absorbir les poblacions situades al voltant del seu nucli urbà, resultant en una gran expansió, tant de superfície com de població.
La ciutat és un popular centre turístic pel fet que conserva diversos edificis antics, i als afores s'hi van reconstruir llogarets muntanyencs de la vall de Shirakawa, dels segles XVII, XVIII i XIX, anomenats gassho-zukuri. El lexema gassho fa referència als palmells de les mans unides per a resar, i s'usa de manera figurativa per descriure i anomenar la forma del sostre d'aquestes construccions.
La seu principal de Sukyo Mahikari se situa en aquesta ciutat.

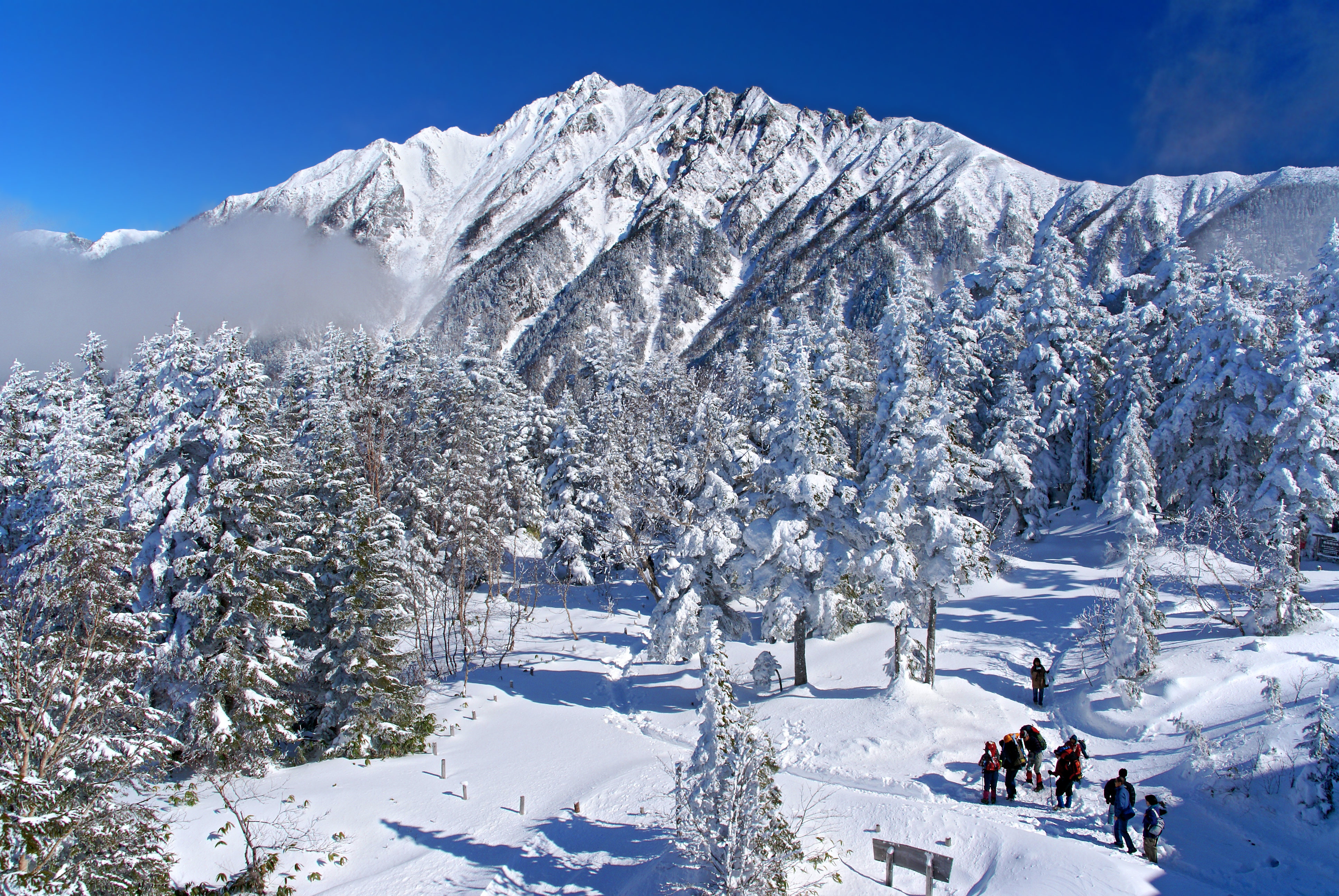
Massissos Hotaka.

Una línia ferroviària de la JR connecta Takayama amb Nagoya.

## Ciutats agermanades
Takayama està agermanada amb les següents ciutats:

### Al Japó
- Matsumoto, Nagano, Japó (des de l'1 de novembre de 1971).
- Echizen, Fukui, Japó (des del 22 d'octubre de 1982).
- Hiratsuka, Kanagawa, Japó (des del 22 d'octubre de 1982).
- Kaminoyama, Prefectura de Yamagata, Japó (des del 22 d'octubre del 1982).

### En altres països
- Denver, Colorado, Estats Units (des del 27 de juny de 1960).
- Lijiang, Yunnan, Xina (des del 21 de març de 2002).
- Sibiu, Romania (des del 4 de setembre de 2012).
- Urubamba, Cusco, Perú (des del 22 d'agost de 2013).